# Asociația Patronilor și Meseriașilor Cluj
Asociația Patronilor și Meseriașilor Cluj (abr. APM) este o organizație patronală din județul Cluj.

## Reuniunea sodalilor români din Cluj
În anul 1848 în provincia Transilvania se desființează iobagia și începe formarea industriei dezvoltării capitaliste. Rămășițele feudale sau resimțit chiar și după revoluție, acest lucru generând un caracter negativ asupra forțelor de producție în dezvoltarea industriei.
Singura lege care încă rămâne valabilă după desființarea legilor din 1848 este legea existenței corporațiilor mesteșugărești, care rămâne valabilă până în anul 1872, acest lucru declanșând o creștere inegală a burgheziei între naționalitățile transilvănene.
Apare în ianuarie 1852 o ,, instrucțiune provizorie’’ care conține numeroase clauze cu privire la breslele, care este dată de guvernul din Viena.
În anul 1867, prin încheierea dualismului austro-maghiar se favorizează comerțul mărfurilor austriece în defavoarea mărfurilor autohtone, acest lucru provocând un aspect negativ asupra dezvoltării industriei în zona Transilvaniei.
La jumătatea secolului al XIX-lea mai mari gânditori ai Transilvaniei precum: G. Barițiu, P. Vasici, N. Cristea, 1. Roman, B. Baiulescu, D. Cornșa, au atras atenția în ceea ce privește importanța meseriilor și manufacturilor în dezvolatrea social-economică a poporului român. Promovarea meseriilor după părerea lor era considerată ca o punte de fier între cele două clase care existatu în acea perioadă ,,clasa agricolă’’ și  ,,clasa inteligenților”. Ocuparea locurilor în bresle erau doar pentru un grup restrâns din care făceau parte doar copii maeștrilor sași și maghiari, astfel se îngrădea dreptul învățării unei meserii de către orice copil român, prin acest lucru se constata inexistența ,,claselor de mijloc’’, care mai era numită și ,,clasele meseriașilar’’ sau ,,clasele industriașilor’’.
Secolul XX-lea (anul 1908) începe cu înființarea reuniuniilor și societăților de sodari, meseriași și industriași, acest lucru fiind posibil datorită exemplelor luate de la societățile germane înființate de Adolf Kolping la Elberleld (1845) și Colonia (1849). Ajung să se extindă și în Transilvania în localitățile: Hațeg, Făgăraș, Saliste, Sebeș, Bistrița, Alba Iulia, Orăștie, Arad, Blaj, Lugoj, Nădlac, Turda etc .. ajungând la un număr de 25, după înființarea celor de la Sibiu în anul 1867, Brașov în perioada anilor 1869-1874 și Cluj între anii 1871-1875.
În cea de-a doua jumatate a secolului al XIX –lea, Clujul devine un centru cultural important, dar din păcate era slab dezvoltat  din punct de vedere industrial, singura economie care predomina la acel moment era mica producție de mărfuri. În anul 1878 se înregistrau un număr de 1434 meseriași, comercianți și industriași, 633 dintre aceștia fiiind:cizmari, pantofari, zidari, croitori, tâmplari, măcelari, olari,fierari.
Datorită numărului redus de meseriași și industriași, cu care se confrunta Transilavania în acea perioadă, intelectuali și meseriași români,clujeni se orientează spre crearea unor asociații și reuniuni.  
La data de 5 februarie 1871, s-a înființat „Reuniunea sodalilor români din Sibiu”, la inițiativele lui Iacob Mureșanu, Iosif  Pop, Gavrilă Pop,  care sunt convocați ulterior  la “Casina Română”,  tema discuției fiind necesitatea înființării unei reuniuni între sodalii de industrie și meseriașii din Cluj. Reuniunea s-a constituit provizoriu la data de 26 februarie, având ca președinte pe Gavrilă Pop și secretar pe Iacob Mureșanu, statutele fiind înaintate la data de 9 mai 1873 către Consiliul  Orășenesc. La un an mai târziu, Ministrul de Interne cere modificarea statutelor, iar la data de 27 septembrie 1874 statutele sunt modificate și trimise spre aprobare autorităților clujene și de la Budapesta. În această perioadă  Gavrilă Pop se retrage din funcția de președinte, iar în locul lui la data de 29 martie 1874 a fost ales Grigore Silași ca președinte intermediar.
La data de 4 decembrie 1874, sub numărul 49808 au fost aprobate statutele reuniunii, iar la adunarea din data de 7 februarie 1875 reuniunea este din nou constituită de data aceasta pe baze legale, sub numele de "Reuniunea sodalilor români din Cluj", având ca scop ,, înaintarea membrilor săi în cultura, nutrirea spiritelor între ei și cu deosebire propășirea cunoștințelor reale,, având la conducere pe Grigore Silași.
Reuniunea era condusă de un comitet ales anual de adunarea generală ,,prin aclamațiune,, era formată din: 1 președinte, 1 vicepreședinte, 1 notar, 1 casier, 1 controlor și încă alți 6 membrii. Statutul membrilor reuniunii putea fi de patru categorii: ordinari, fondatori, conlucrători și onorari.
         *membru ordinar putea fii orice ,.industriaș român" (înțelegându-se prin aceasta maiștrii și sodalii);
         *membru fondator, orice român care a plătit o taxă fixă de 5 florini (10 coroane) ;
         *conlucrător, cel ce va da un ajutor anual de 1 florin (2 coroane) sau care va ține prelegeri cel puțin de patru ori pe an în cadrul reuniunii ;
         *membrii onorifici urmau a fi cei aleși în cadrul adunărilor pentru serviciile aduse reuniunii.
Reuniunea putea avea și un ,,patron", membru de onoare, ales pe viață în adunarea generală, unul dintre cei mai de frunte fii ai patriei și naționalității române.
Între ani 1874-1911, statutele au suferit mai multe modificări și retipăriri, numărul membrilor ajungând la 164 în anul 1912. Au ocupat funcția de președinte a reuniunii, precum urmează:  
·       Gavrilă  Pop (fondator) – până la data de 29 mai 1873.
·       Grigore Silași – până în mai 1885.
·       Basiliu Podoab – din 26 mai 1855 – până în anul 1906.
·       Vasile Buticescu – până în 29 martie 1908.
·       Eugen Pop – martie 1908 – 20 noiembrie 1910.
·       Valentin Drăgan – din noiembrie 1910 – până în anul 1912.
·       Simion Nemeș – în preajma războiului Iunion.

În anul 1876, reuniunea a avut un steag de mătase roșie, care avea în mijloc brodat cu alb emblem și un sigiliu. La data de 9 decembrie 1897, s-a creat o ,,carte fundamental,, cu membrii reuniunii și ajutoarele acordate, pentru o mai bună organizare și administrare. Veniturile societății erau formate din taxa membrilor sși, donații particulare, venituri obținute în urma concertelor și spectacolelor  organizate de societate, precum și din sprijinul societăților culturale: "Astra", "Liga culturală", "Societatea Carpați" și "Transilvania".
În 28 ianuarie 1901, la ședința comitetului s-a luat initiațiva înființării unei case de ajutor de înmormântare, dar din păcate nu și-a început activitatea deoarece nu au fost aprobate de către autorități statutele. De asemenea sa propus înființarea și dotarea unei biblioteci, nici acest lucru nu sa făcut în acea perioadă, cauza fiind lipsa unui spațiu. În anii 1877-1878, reuniunea dispunea de 6/7 opere proprii, SP face apel la autorii români iar în urma apelului făcut, în anul 1900, reuniunea avea un sediu al bibliotecii cu un număr de 204 volume. Printr-o donație a "Economului" s-a aranjat și un cabinet de lectură, dotat cu ziare și reviste, marea dechidere având loc la data de 23 aprilie 1905.
În ceea ce privește activitatea desfășurată de ,, Reuniunea sodalilor români din Cluj ", putem vorbi de două laturi principale: administrați-organizatorică și profesional-culturală. În ceea ce privește activitatea administrativ-organizatorică, în afară de cele menționate mai sus, se poate menționa dorința de a lega și menține o strânsă legătură cu cea mai veche reuniune, "Reuniunea sodalilor de la Sibiu", precum și al celorlalte reuniuni. S-a încercat chiar și creearea unui comitet general al acestor reuniuni, care a avut loc la data de 15 iulie 1901, la Conferința de la Sebeș, însă a fost mai mult formală, reuniunile activând individual.
În data de 10 octombrie 1908, reuniunea de la Sebeș scoate o revistă numită "Munca, revistă pentru meserii, industrie, comerț și economie", fiind declarată drept organ oficial al societăților de meseriași din Blaj, Cluj, Sebeș și Sibiu.
În 10 octombrie 1908 apare la numărul 1 Victor Tordasianu, președintele reuniunii sodalilor din Sibiu, în articolul "Salut frățesc" adresează o frumoasă felicitare către inițiatorii din Sebeș. Revista a fost salutată și de meseriașii din România, prin Gheorghe Tătar care, salută apariția ziarului și urează succes transilvănenilor atât în nume propriu cât și al ,, Asociației generale a absolvenților școlilor de artă și meserii". Prin articolul "Programul nostru" se precizează că primul punct din programul de muncă era "concentrarea tuturor intereselor meseriașilor". Revista apare însă pentru o perioadă scurtă de timp, doi ani (1908-1910), acest lucru datorându-se situațiilor financiare.
La rândul său și reuniunea sodalilor din Cluj a salutat cu căldură apariția revistei, iar la data de 16 august 1908, în cadrul ședinței de comitet i-a hotărârea de a oferi sprijin moral și material revistei. La adunarea ce are loc la data de 11 februarie 1909, s-a decis decretarea revistei "Munca" drept organ oficial al reuniunii clujene, în această revistă s-au publicat o serie de articole, făcându-se astfel cunoscută activitatea desfășurată.
A doua directivă a reuniunii era cea professional-culturală care consta în organizarea și susținerea sub formă de prelegeri, de ajutoare a tinerilor meseriași care învățau și doreau să se perfecționeze pe diferite ramuri meșteșugărești. În cadrul prelegerilor erau vizate în special științele reale, meseriile, industria, comerțul și agricultura, încă din anul 1877 tinerii aveau parte de aceste prelegeri care erau ținute de către Iacob Mureșan, Aurel Isac, Grigore Silași și alții. Totodată reuniunea se îngrijea de încadrarea lor în diferite meserii, acestora le era plătită întreținerea, înscrierea la școlile profesionale, rechizitele școlare și chiar îmbrăcăminte pentru cei fără posibilități.
Persoanele din cadrul conducerii societății țineau prelegeri de gramatică, compunere, matematică, istorie, muzică, religie, etc., unele prelegeri fiind ținute de către Iacob Mureșan.
Între anii 1879-1885 reuniunea a cheltuit suma de 2.237 florini, iar în anul 1904/1905 s-au cheltuit 715 coroane, în sprijinul soctietății s-au alăturat de asemenea și băncile transilvănene, "Astra" și societatea "Transilvania" din București.
În cadrul ședinței societății "Transilvania" care a avut loc la data de 12 noiembrie 1878 s-a hotărât a se pune la dispoziția reuniunii clujene 400 de florini, pentru acoperirea cheltuielilor de întreținere a elevilor meseriași.
"Reuniunea sodalilor români din Cluj", împreună cu Societatea "Transilvania" introduc condiții care trebuie să fie îndeplinite de către tinerii care doreau a participa la concursurile de specialitate a diferitelor meserii, taxa de închidere a contractului dintre reuniune și maieștri fiind suportată de către candidați.
Condițiile impuse fiind:
                  - să fie de naționalitate română,
                  - vârsta de 14 ani,
                  - școala primară terminată,
                  - să cunoască o limbă străină (maghiară sau germană)
                  - să aibă acordul părinților.
Beneficiau de anumite avantaje orfanii și cei care își doreau să trăiască în mediul rural după învățarea meseriei, prin oferirea acelor avantaje se urmărea introducerea meseriilor și în satele transilvănene. Meseriile pentru care se ofereau aceste beneficii erau: rotaria, funăria, masaria, cojocăria, lemnăria, cizmăria, pielăria, etc.
Reuniunea clujană nu putea fi comparată cu celelalte reuniuni surori, deoarece activitatea ei era aproape unilateral iar activitățile sale erau destul de restrânse, datorită fondurilor materiale reduse de care dispunea și totodată condițiile orașului Cluj. Reuniunea sodalilor români din Cluj, axându-se doar pe sprijinirea și informarea meșteșugarilor, prin acest lucru contribuind la emanciparea poporului român.